# Nieuwe Vecht (Zwolse watergang)
De Nieuwe Vecht is een waterloop in Zwolle die rond 1600 is gegraven tussen de Overijsselse Vecht en het Almelose Kanaal. Daardoor hoefden schepen niet meer over het Zwarte Water en konden zij via de Vecht hun lading, meestal Bentheimer zandsteen, sneller afleveren in Zwolle. 
Op twee plekken in de Nieuwe Vecht was er een kleine schutsluis (verlaat). De parallelweg van het kanaal verwijst hiernaar met de naam 'Tussen de Verlaten'. De sluis aan het begin is in 1987 gerestaureerd.
De Menistensluis werd in 1923 ontworpen door de Zwolse architect  Lourens Krook, die van 1904 tot 1931 directeur was van het Bureau Gemeentewerken in Zwolle. Krook ontwierp meerdere bruggen en sluizen in de stad, waaronder de Sassenpoortenbrug en de Menistenbrug. De Menistensluis vormt de overgang tussen de Nieuwe Vecht en het Almelose Kanaal en is een gemeentelijk monument.
Langs deze waterweg stonden vier oliemolens die landbouwgewassen uit Twente verwerkten, waarvan alleen De Passiebloem over is; het artikel over die molen noemt ook de andere drie. Naar een ervan is appartementengebouw De Roode Molen in de Indische Buurt genoemd. In de twintigste eeuw lag het fabriekscomplex van Golden-Wonder aan de Nieuwe Vecht.
Aan het begin van de twintigste eeuw nam het vaarverkeer over de Nieuwe Vecht drastisch af. De sluismeester bij het Nieuwe Verlaat schutte in 1930 nog maar 311 kleine schepen. Toen de Ceintuurbaan werd aangelegd, werd scheepvaart tussen het centrum en de Overijsselse Vecht definitief onmogelijk. Tegenwoordig heeft de watergang vooral een landschappelijke en ecologische functie. De waterkwaliteit is verbeterd, maar de Zwolse grachten blijven gevoelig voor verontreiniging.

## Waterbeheer
Het Zwarte Water wordt beheerd door waterschap Drents Overijsselse Delta. Deze organisatie is verantwoordelijk voor het peilbeheer, de waterkwaliteit en het onderhoud van oevers en infrastructuur langs de rivier. Daarnaast monitort het de ecologische toestand en voert het maatregelen uit in het kader van klimaatadaptatie en hoogwaterveiligheid.
De Nieuwe Vecht loopt langs en door de Zwolse wijken Berkum, Wipstrik, Diezerpoort en de wijk Molen Oever, die in 2009 opgeleverd werd.

## Fotogalerij

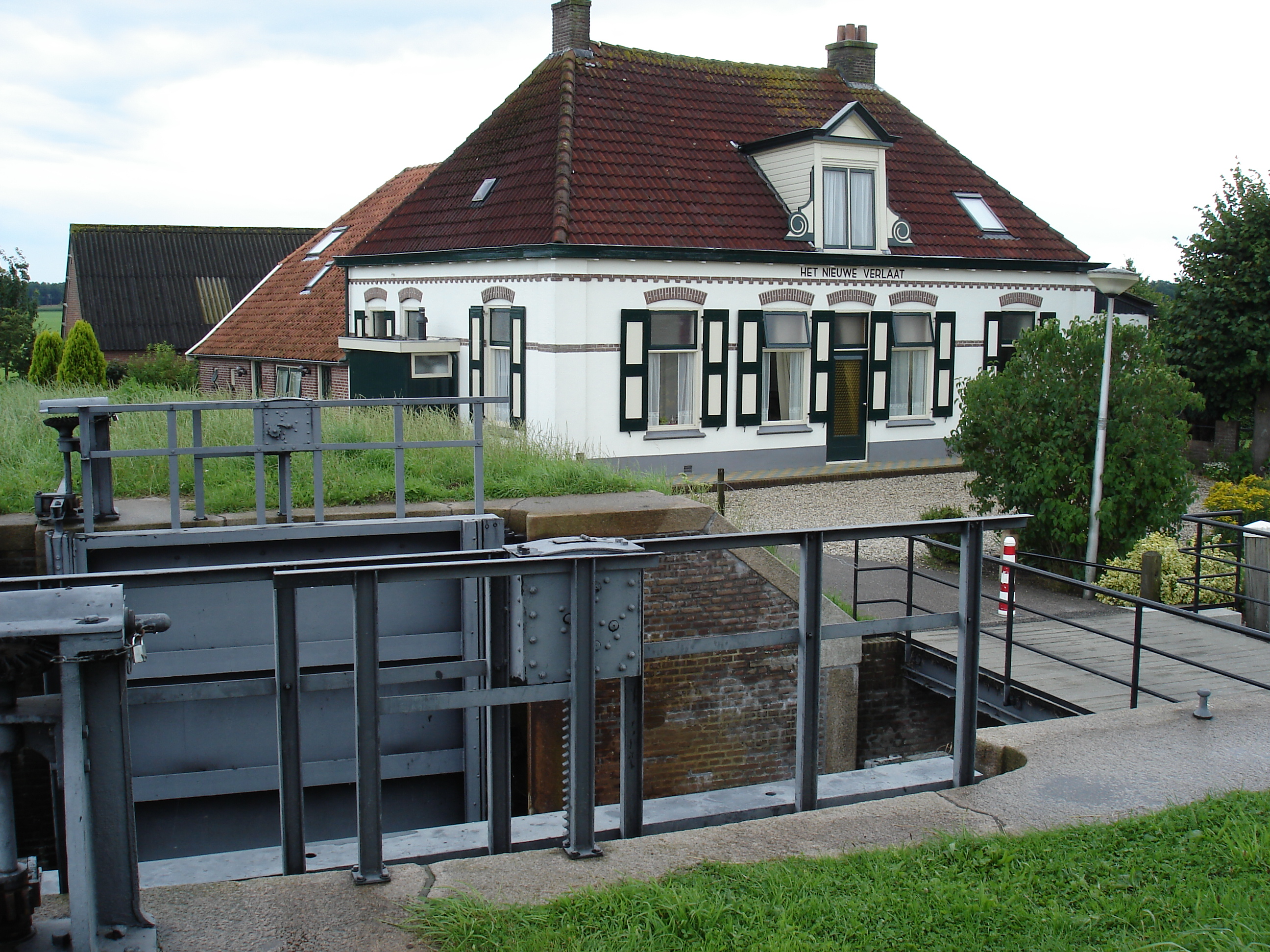
De Sluis aan het begin van de Nieuwe Vecht.
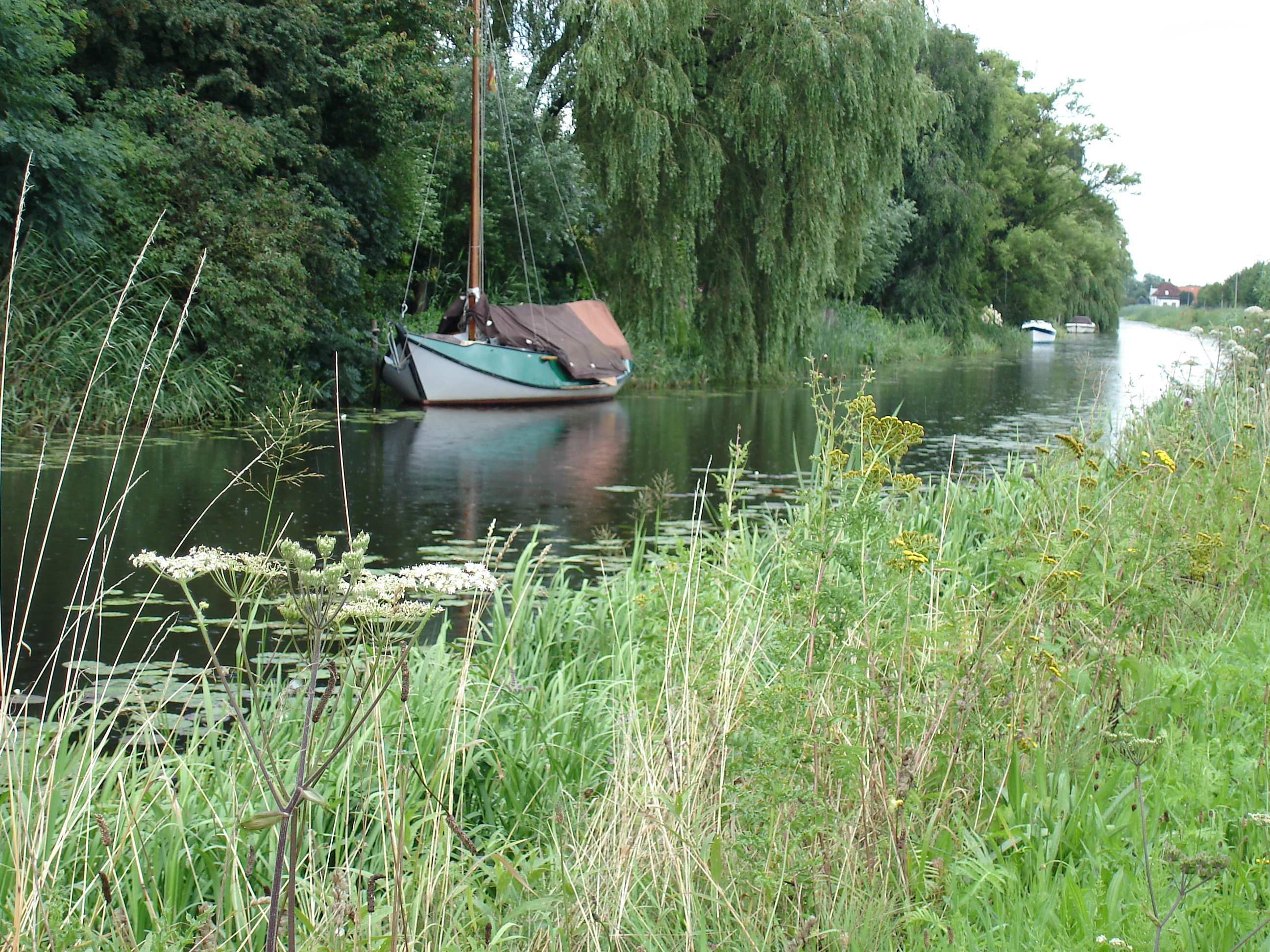
De Nieuwe Vecht bij Berkum.
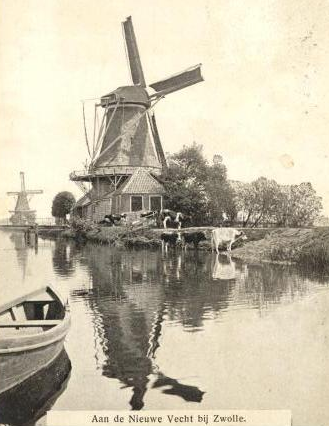
Molens aan de Nieuwe Vecht omstreeks 1909